# Arthur Hoffmann (politico)
Arthur Hoffmann (San Gallo, 19 giugno 1857 – San Gallo, 23 luglio 1927) è stato un politico e giurista svizzero, Consigliere federale dal 1911 al 1917 e Presidente della Confederazione svizzera nel 1914.

## Biografia
Nato il 19 giugno 1857, era figlio di Karl Hoffmann, Gran Consigliere e Consigliere di Stato sangallese che rifiutò la nomina a Consigliere federale nel 1881. Aveva un fratello, Franz Maximilian.
Nel 1896 fu eletto al Gran Consiglio del Canton San Gallo e al Consiglio degli Stati, di cui fu Presidente tra dicembre del 1902 e luglio del 1903. Durante il suo mandato, contribuì alla stesura del Codice civile svizzero, e servì nel del consiglio di amministrazione di Helvetia, e in seguito anche di Credit Suisse.
Nel 1911 fu eletto al Consiglio federale con 186 voti, sostituendo Ernst Brenner, deceduto in carica, da cui ereditò la direzione del Dipartimento di giustizia e polizia, dopodiché gli furono assegnati i dipartimenti militare (1912-1913) e politico (1914-1917). Nel corso della prima guerra mondiale, si espresse pubblicamente in favore della neutralità svizzera, ma in segreto tentò di mediare una pace tra gli Imperi centrali e gli Alleati tre volte. Nel giugno del 1917, fu intercettato un telegramma che menzionava una pace separata tra Germania e Russia, inviato al politico socialista Robert Grimm a Pietrogrado. La pubblicazione del telegramma scatenò uno scandalo che mise in discussione la neutralità svizzera e suscitò proteste nella Svizzera romanda e in Ticino. A seguito della pubblicazione del telegramma, Hoffmann rassegnò le dimissioni dal Consiglio federale e fu sostituito da Gustave Ador, Presidente del comitato internazionale della Croce Rossa.
Ritiratosi dalla politica, Hoffmann fu membro del consiglio di amministrazione delle Ferrovie Federali Svizzere, e poi della Maschinenfabrik Oerlikon. Morì il 23 luglio 1927.